# Liste der Museen im Landkreis Diepholz
Dies ist eine Liste der Museen im niedersächsischen Landkreis Diepholz.

## Liste
| Institution                                                                                 | Ort                                | Beschreibung                                                                         | Bild          |
| ------------------------------------------------------------------------------------------- | ---------------------------------- | ------------------------------------------------------------------------------------ | ------------- |
| Automuseum Asendorf                                                                         | Asendorf                           |                                                                                      |               |
| Bremen-Thedinghauser Eisenbahn                                                              |                                    | Die Strecke führt von Bremen durch die Gemeinden Stuhr und Weyhe nach Thedinghausen. | Bahnhof Stuhr |
| Bürotechnik- & Banken-Museum                                                                | Stuhr, Ortsteil Seckenhausen       |                                                                                      |               |
| Dorfmuseum Ridderade                                                                        | Twistringen, Ortsteil Ridderade    |                                                                                      |               |
| Dümmer-Museum                                                                               | Lembruch                           | Natur- und Kulturgeschichte des Dümmers                                              |               |
| Fahrradmuseum Barrien                                                                       | Syke, Ortsteil Barrien             | [ 1 ]                                                                                |               |
| Heimatmuseum Aschen                                                                         | Diepholz, Ortsteil Aschen          |                                                                                      |               |
| Henstedter Dorfmuseum                                                                       | Syke, Ortsteil Henstedt            |                                                                                      |               |
| Kreismuseum Syke                                                                            | Syke                               |                                                                                      |               |
| Museum am Stadtsee                                                                          | Sulingen                           |                                                                                      |               |
| Museum der Strohverarbeitung                                                                | Twistringen                        |                                                                                      |               |
| Museum im Schlossturm (Diepholz) = Schlossturmmuseum Diepholz                               | Diepholz                           |                                                                                      |               |
| Museumseisenbahn Bruchhausen-Vilsen = Niedersächsisches Kleinbahn-Museum Bruchhausen-Vilsen | Bruchhausen-Vilsen                 |                                                                                      |               |
| Petit Musée                                                                                 | Twistringen, Ortsteil Bissenhausen |                                                                                      |               |
| Technikmuseum Diepholz-Heede                                                                | Diepholz, Ortsteil Heede           |                                                                                      |               |